# Las Turyński
Las Turyński (niem. Thüringer Wald) – pasmo górskie o długości ok. 150 km i szerokości 30 km znajdujące się w Niemczech w Turyngii oraz częściowo w Bawarii.
Las Turyński rozpościera się od Eisenach w kierunku południowo-wschodnim poprzez Waltershausen i Oberhof aż do Ludwigsstadt w Bawarii. Na krańcu południowo-wschodnim, od linii Gehren – Lichtenau przechodzi w Turyńskie Góry Łupkowe (niem. Thüringer Schiefergebirge).
Najwyższą górą Lasu Turyńskiego jest Großer Beerberg (983 m n.p.m.). Pozostałe ważne góry to Schneekopf (978 m), Großer Finsterberg (944 m), Fichtenkopf (944 m), Inselberg (916 m) i Sachsenstein (915 m).
Na obszarze prawie całego pasma górskiego znajduje się utworzony w 1990 Park Krajobrazowy Lasu Turyńskiego.